# Nepen Diakha
Nepen Diakha – wioska w południowo-wschodnim Senegalu, w regionie Kédougou, kilka kilometrów od granicy z Gwineą. Miejsce to znane jest jako najwyższy punkt Senegalu, gdyż nienazwane wzniesienie 2770 metrów na południowy zachód od wioski ma 581 m n.p.m. (według The World Factbook). Nowsze mapy podają, że ten punkt może się wznosić nawet na 638 m n.p.m. i że bliżej znajduje się wioska Nepin Peul lub że ma tylko 498 m n.p.m. Wzniesienie należy do pasma Futa Dżalon.